# Użytkownik zdalny
Użytkownik zdalny – użytkownik komputera korzystający z usług sieciowych określonego komputera sieciowego, zwanego hostem, poprzez sieć komputerową, w tym Internet. Często określa się tak tych pracowników przedsiębiorstw, którzy łączą się zdalnie z siecią korporacyjną swojej firmy.
Użytkownik zdalny, lub zamiennie konto zdalne, może też służyć do określenia konta użytkownika stworzonego specjalnie w celu zdalnego dostępu do hosta. Jeżeli konto zdalne posiada uprawnienia administracyjne, np. jest kontem root w systemach uniksopodobnych, to wtedy użytkownika zdalnego nazywamy zdalnym administratorem.

## Przykłady
Przykładem użytkownika zdalnego jest użytkownik połączony ze zdalnym hostem za pomocą:
1. protokołu komunikacyjnego typu telnet czy SSH za pomocą dedykowanego oprogramowania klienckiego, np.:
  - putty dla trybu tekstowego,
  - winscp dla trybu graficznego;
2. pakietów programów typu klient-serwer przechwytujących interfejs użytkownika w trybie graficznym jak np. VNC.